# Peter Jacob Hjelm
Peter Jacob Hjelm (Sunnerbo Härad, Småland, Suecia, 2 de octubre de 1746 - Estocolmo, Suecia, 7 de octubre de 1813) fue un químico industrial, mineralogista y metalúrgico sueco y la primera persona en aislar el elemento químico molibdeno en 1781, cuatro años después de su descubrimiento.

## Vida
Después de sus estudios en la Universidad de Upsala recibió su doctorado. Se convirtió en profesor en la Academia de Minería y en 1782 se convirtió en jefe de la Real Casa de la Moneda. Desde 1784 fue miembro de la Real Academia Sueca de Ciencias. Su último trabajo lo ocupó en el laboratorio del Ministerio de Minería.